# کلکسیون اول
کلکسیون اول (انگلیسی: First Collection) اولین آلبوم استوديویی از گروه پسرانۀ اهل کره جنوبی اس‌اف۹ است که به‌طور رسمی در ۷ ژانویه ۲۰۲۰ توسط اف‌ان‌سی انترتیمنت منتشر شد. این آلبوم از ده قطعه، از جمله «Good Guy» تشکیل شده است.

## موفقیت تجاری
آلبوم در جدول گائون کره در رتبه دوم قرار گرفت.